# Miljutyinszkajai járás
A Miljutyinszkajai járás (oroszul: Милютинский муниципальный район) Oroszország egyik járása a Rosztovi területen. Székhelye Miljutyinszkaja.

## Népesség
- 1989-ben 19 352 lakosa volt.
- 2002-ben 17 847 lakosa volt.
- 2010-ben 15 082 lakosa volt, melyből 13 962 orosz, 270 ukrán, 218 fehérorosz, 88 kazah, 59 örmény, 56 moldáv, 45 udmurt, 39 dargin, 34 kumik, 30 tatár stb.